# 암두아트

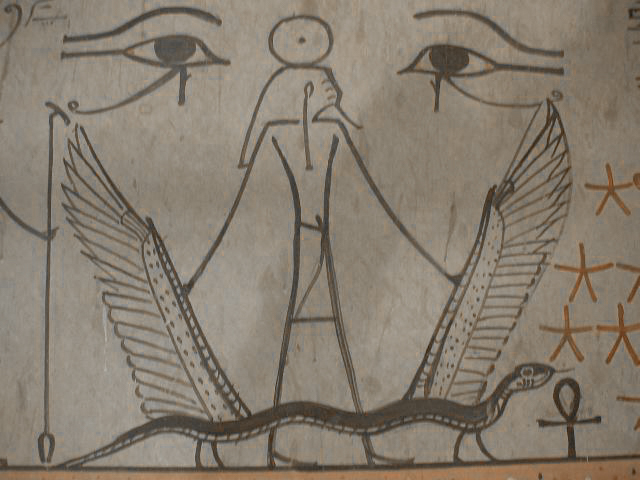
암두아트에서의 11시간째 장면, 창조신 아툼

《암두아트(Amduat)》는 고대 이집트 신왕국시대 파피루스나 피혁에 상형문자로 기록한 주요한 장례문헌 중 하나이다. 많은 다른 이집트 장례문헌들처럼 파라오나 미라와 같이 매장되었다.
암두아트는 태양신 라의 서쪽 지평선에서 태양이 져서 사후세계인 두아트를 여행한 후 다시 동쪽에서 뜨기까지의 여정을 서술한 책이다. 이는 파라오나 죽은자도 라처럼 다시 부활하여 영생을 살도록 기원하는 것이다.
사후세계는 총 12시간의 밤으로 구분되는데, 각 시간 동안 태양신 라와 주인공은 각각 다른 신들과 적들을 만난다. 암두아트는 두아트에 있는 모든 신들과 괴물들의 이름이 서술되어있다.

## 같이 보기
- 두아트
- 이집트 신화
- 톰슨가젤
- 임팔라
- 사슴영양
- 늪영양
- 니알라영양
- 게레눅